# 內婚制
內婚制（英語：Endogamy）是一種約束男女必須在某一特定社會階層以內，或某社會團體中，或宗族內，或家庭內，選擇配偶的婚姻制度。

## 近親婚
近親婚姻是親屬間的婚姻關係。

## 族內婚
族內婚是指同一部落民不同家庭間男女的結婚形制。據阮昌銳氏之調查，宜蘭地區之噶瑪蘭族後裔，仍保持族內婚之趨向。

## 宗教婚
宗教婚是一種有著相同信仰男女的結婚方式，許多宗教經典普遍存在對於結婚方式的要求。例如市民法上的共食婚便是古代羅馬的一種宗教婚，婚禮由神官主持，結婚當事人共食祭神的麥餅後，婚姻始得成立。而印度教的（摩奴法典）也規定了八種結婚方式。並且伊斯蘭也有教義規定，結婚是穆斯林應盡的宗教義務。